# Hasan as-Saffār
Hasan ibn Mūsā as-Saffār (arabisch حسن بن موسى الصفار, DMG Ḥasan ibn Mūsā aṣ-Ṣaffār, geboren 1958 in Qatīf in der saudischen Ost-Provinz) ist ein schiitischer Aktivist, Denker und Prediger Saudi-Arabiens. In den 1980er Jahren fungierte er als der geistliche Führer der "Organisation für die islamische Revolution auf der arabischen Halbinsel" (Munaẓẓamat aṯ-ṯaura al-islāmīya fī l-ǧazīra al-ʿArabīya) und orientierte sich an der revolutionären Ideologie Ali Schariatis. Ende der 1980er Jahre vollzog er eine ideologische Neuausrichtung. Seit dieser Zeit setzt er sich für Prinzipien wie Pluralismus, Freiheit, Menschenrechte, religiöse Toleranz und gegenseitigen Respekt unter den verschiedenen Glaubensrichtungen des Islams ein. Mit seinen Reden und Predigten, die er vor allem über das Internet verbreitet, hat Hasan as-Saffār sehr großen Einfluss auf den politischen Diskurs der Schiiten Saudi-Arabiens.

## Leben

### Herkunft und religiöse Ausbildung
Hasan as-Saffār stammt aus einer religiösen Familie Qatīfs, sein Vater arbeitete als ein Kleinhändler. In den späten 1960er Jahren las er zum ersten Mal in dessen Bibliothek Bücher des schiitischen Āyatollāh Muhammad asch-Schirāzī und begeisterte sich für seine aktivistische Theologie. Um 1970 begleitete er seinen Vater auf einer Reise in den Irak, wo er mit asch-Schirāzī persönlich zusammentraf. Die Begegnung bestärkte ihn in dem Willen, eine religiöse Karriere einzuschlagen: 1971 zog er nach Nadschaf, um dort eine religiöse Ausbildung zu beginnen. Da Muhammad asch-Schirāzī selbst wegen der Repressionen des irakischen Regimes mit seiner Familie bereits nach Kuweit ausgewandert war, schrieb er sich in der Schule von Abū l-Qāsim al-Chū'ī ein. Daneben besuchte er noch den Unterricht von verschiedenen anderen schiitischen Autoritäten. Da der irakische Geheimdienst ausländische Studierende, die politischen Aktivitäten nachgingen, mehrfach verhaften ließ, entschloss sich as-Saffār nach zwei Jahren, zusammen mit anderen Studenten aus al-Qatīf den Irak zu verlassen und zur Hauza von Ghom zu wechseln. Hier nahm er das Studium bei Muhammad Kāzim Scharīʿatmadārī, dem damals bedeutendsten Mardschaʿ at-taqlīd Irans, auf. Schon 1974 verließ er allerdings wieder Iran, um in Kuwait das von Muhammad asch-Schirāzī neu eröffnete Lehrzentrum Hauzat ar-rasūl al-aʿzam zu besuchen.

### Politischer Aktivismus in den 1970er und 1980er Jahren
In Kuweit begann sich as-Saffār stärker politisch zu orientieren, insbesondere durch seinen stetigen Kontakt zu dem schiitischen Aktivisten Mohammad Taqi al-Modarresi, mit dem er zusammenarbeitete. Er las die Werke von sunnitischen Islamisten wie Hasan al-Bannā, Sayyid Qutb, Abū l-Aʿlā Maudūdī wie auch schiitischen Denkern wie Mūsā as-Sadr, Mehdi Bāzargān, Ali Schariati und Ruhollah Chomeini. Zusammen mit anderen jungen schiitischen Gelehrten und Intellektuellen aus Saudi-Arabien trat er der 1968 in Kerbela gegründeten "Bewegung der Missionsavantgarden" (ḥarakat ar-risālīyīn at-talāʿiʾ) bei, die im Irak und in der Golfregion aktiv war.
Noch im Jahre 1974 lud ihn der bahrainische Händler ʿAbd ar-Ridā ʿUsfur nach Muscat in Oman ein, wo er der kleinen Gemeinschaft schiitischer Bahrānīs als Imam diente, aber auch für die sogenannte Lawatīya, eine schiitische Gruppierung indischer Muslime in Matrah, aktiv war. Während der Zeit in Oman verbreitete er ein islamisches Bewusstsein, rekrutierte neue Schüler für die Hauza seines Lehrers in Kuwait, baute mehrere schiitische Bibliotheken auf und ermutigte die Lawatīya, öffentliche Aschura-Prozessionen abzuhalten. 1975 gründete er zusammen mit anderen Schülern asch-Schirāzīs die Schiitische Reformbewegung. Auf Kassetten aufgenommene Predigten begannen von Mitte der 1970er Jahre an in der saudischen Ost-Provinz zu kursieren und hatten einen beträchtlichen Einfluss auf die schiitische Bevölkerung. Da as-Saffār auch gegen die Zusammenarbeit der traditionellen schiitischen Notabeln mit dem saudischen Staat predigte, wandten sich diese an Abū l-Qāsim al-Chū'ī, damals der höchste Mardschaʿ von Nadschaf, der in den späten 1970er Jahren mehrere Communiqées abgab, in denen er Hasan as-Saffār und seinen Lehrer Muhammad asch-Schirāzī in Misskredit brachte.
1979 stand Hasan as-Saffār an der Spitze des schiitischen Aufstands in der saudischen Stadt al-Qatīf. Nach der Niederschlagung dieses Aufstands floh er nach Iran, wo er bis 1988 verblieb. Pamphlete aus den späten 1970er und frühen 1980er Jahren über al-Husain ibn ʿAlī und den Zwölften Imam und andere Aspekte der islamischen Geschichte zeigen den Einfluss der revolutionären Ideologie Ali Schariatis auf as-Saffār.

### Ideologische Neuausrichtung und Beteiligung am Nationalen Dialog
Um 1989 änderte as-Saffār seine ideologische Ausrichtung, wandte sich von der Revolutionsrhetorik ab und näherte sich liberalen Positionen an. Unter dem Einfluss des libanesischen schiitischen Denkers Muhammad Mahdī Schams ad-Dīn kehrte er außerdem den Gedanken der Mäßigung stärker hervor. Erster Ausdruck seines veränderten Denkens war sein Buch über "Pluralismus und Freiheit im Islam". In diesem Buch brachte er allerdings auch Kritik an den Salafis und ihrer Fokussierung auf das Tauhīd-Prinzip vor. Er meinte, dass diese Fokussierung auf die Einheit die Furcht der Salafisten vor Rationalität, Interpretation, Diversität, Zwist und Offenheit (infitāḥ) verkörpere. Bei seiner Kritik am Salafismus berief sich as-Saffār auch auf dessen sunnitische Gelehrte Yūsuf al-Qaradāwī und Muhammad Saʿīd Ramadān al-Būtī. As-Saffār warf den Salafis vor, dass sie vergäßen, dass ihr Verständnis der heiligen Texte nur eine Meinung sei, die genauso falsch wie richtig sein könne.
Ab 1992 arbeitete as-Saffār auf eine Verständigung mit der saudischen Führung hin. So schrieb er im Juni 1992 in der von der schiitischen Reform-Bewegung herausgegebenen Zeitschrift Al-Dschazīra al-ʿArabīya ("Die arabische Halbinsel"): "Wir lehnen keine Initiative zum Dialog zwischen uns und der Regierung ab, so lange wir über Probleme sprechen." Nachdem 1993 ein Abkommen zwischen der saudischen Führung und der schiitischen Gemeinschaft zustande gekommen war, wurde as-Saffār in den neu gebildeten Konsultativrat aufgenommen. Ab dieser Zeit bemühte sich as-Saffār stärker darum, Vorurteile bei den sunnitischen Gelehrten und Intellektuellen gegenüber den Schiiten abzubauen.
Gleichzeitig betonte as-Saffār in auf Kassetten verbreiteten Predigten die Notwendigkeit der Menschen, in Form von zivilgesellschaftlichen Organisationen Verantwortung für die eigene Wohlfahrt zu übernehmen. Die Wirkung dieser Predigten schlug sich Ende der 1990er Jahre in einer wachsenden Anzahl derartiger Organisationen in den schiitischen Gebieten Saudi-Arabiens nieder. In anderen Predigten erörterte er politische Konzepte wie Freiheit und Menschenrechte. As-Saffār begrüßte die Kairoer Erklärung der Menschenrechte im Islam der Organisation der Islamischen Konferenz von 1990 und betonte die Notwendigkeit, den damit eingeschlagenen Weg weiter zu beschreiten. Anders als in Artikel 10 der Kairoer Erklärung festgeschrieben, forderte er allerdings eine absolute Freiheit des Bekenntnisses.
Nach den Anschlägen von al-Qaida auf der arabischen Halbinsel im Jahre 2003 nahm Hasan as-Saffār zwei Mal an den Treffen des von Kronprinz ʿAbdallāh ins Leben gerufenen Nationalen Dialogs teil. Die von ʿAbdallāh geförderten Konzepte des Dialogs, der Toleranz, der Verurteilung von Fanatismus (taʿaṣṣub) und religiösem Extremismus (ġulūw) passten sehr gut zu den Ideen, die Hasan as-Saffār und andere reformistische Schiiten zu dieser Zeit diskutierten. Zusammen mit sunnitischen Reformgelehrten Saudi-Arabiens unterzeichnete as-Saffār viele der Petitionen, die 2003 und 2004 kursierten. Gleichzeitig übernahm er den Diskurs der sunnitischen Liberalen, die auf Werte wie Menschenrechte, Freiheit und Fortschritt setzten. Seine Anhänger forderte er dazu auf, die Position der Unterdrückten (al-mustaḍʿafūn) nicht länger zu akzeptieren, die auf Leiden ausgerichtete Gruppen-Identität abzulehnen und sich gegenüber dem Rest der saudischen Gesellschaft zu öffnen. Umgekehrt forderte er auch die staatlichen religiösen Autoritäten zu einer Änderung ihrer Haltung gegenüber den Schiiten auf. So monierte er zum Beispiel, dass in einem 2002/2003 veröffentlichten Buch aus dem Kreis des Rats der großen Gelehrten erklärt wurde, dass es die Aufgabe der Sunniten (ahl as-sunna) sei, die Leute der ketzerischen Neuerungen (ahl al-bidaʿ) zu hassen und diese als Rāfiditen und Gräber-Verehrer (qubūrīyūn) zu verachten.
In seinem 2006 publizierten Buch Die Salafisten und die Schiiten hin zu einer besseren Beziehung betonte as-Saffār erneut die große Bedeutung von gegenseitigem Respekt für ein friedliches Zusammenleben der verschiedenen religiösen Gruppen (ṭawāʾif). Die Salafis forderte er dazu auf, sich von den anti-schiitischen Auffassungen Ibn Taimīyas zu lösen, die zu Zank und Zwietracht führten.
In seinem Buch "Der ideelle Monismus im religiösen Feld" aus dem Jahre 2008 setzte er sich für Prinzipien wie Inklusion und Offenheit (infitāḥ) sowie die Institutionalisierung von Kritik ein. Auch kritisierte er hier noch einmal den salafistischen Absolutheitsanspruch und ihre Praxis, alle anderen Muslime, die von ihrer Lehre abweichen, als Anhänger ketzerischer Neuerungen zu verurteilen.

## Werke
Bis zum Jahre 2009 verfasste Hasan as-Saffār 83 Bücher und besprach 4000 Kassetten. Zu seinen bekanntesten Büchern gehören:
- at-Taʿaddudīya wa-l-ḥurrīya fī l-islām: baḥṯ ḥaula ḥurrīyat al-muʿtaqad wa-taʿaddud al-maḏāhib ("Pluralismus und Freiheit im Islam: Untersuchung über die Freiheit des Bekenntnisses und die Pluralität der Lehrrichtungen"), 1989.
- Al-Maḏhab wa-l-waṭan: Mukāšafāt wa-ḥiwārāt ṣarīḥa maʿa samāḥat aš-šaiḫ Ḥasan as-Saffār aǧrā-hā ʿAbd al-ʿAzīz Qasīm ("Lehrrichtung und Vaterland: Enthüllungen und offene Dialoge mit seiner Eminenz, Scheich Hasan as-Saffār"), 2005.
- as-Salafīyūn wa-š-šīʿa naḥwa ʿalāqa afḍal ("Die Salafisten und die Schiiten hin zu einer besseren Beziehung"), 2006.
- al-Aḥadīya al-fikrīya fī s-sāḥa ad-dīnīya ("Der ideelle Monismus im religiösen Feld"), 2008.